# Свети Георги Кратовски (Кратово)
„Свети Георги Кратовски“ (на македонска литературна норма: „Свети Ѓорѓи Кратовски“) е православна църква в град Кратово, Северна Македония. Църквата е част от Кратовското архиерейско наместничество на Кумановско-Осоговската епархия на Македонската православна църква – Охридска архиепископия.
Църквата е гробищен храм и е разположена на старите гробища на града. Изградена в 1925 година, когато Кратово е в Кралството на сърби, хървати и словенци. Според местната традиция, при ремонт на къщата, в която се смята, че е живял Свети Георги Софийски Нови (Кратовски) е намерена икона, на която имало надпис „Това е моят син, запален заради Христа в София“. Иконата е предадена на архиерейския наместник свещеник Никола Йовичевич. По-късно Димитър Папрадишки я прерисува за иконостаса на църквата „Свети Георги“ в Кратово, както и за „Рождество Богородично“ в Скопие. На иконата Свети Георги е в градско облекло.
Иконите са дело на Димитър Папрадишки от 1925 година.